# Distretto di Kako
Il distretto di Kako (加古郡, Kako-gun?) è uno dei distretti della prefettura di Hyōgo, in Giappone.
Fanno parte del distretto i comuni di Harima e Inami.
| Controllo di autorità | VIAF (EN) 256903691 · NDL (EN, JA) 00285796 |